# Xanthaciura tetraspina
Xanthaciura tetraspina es una especie de insecto del género Xanthaciura de la familia Tephritidae del orden Diptera.

El escutelo tiene cuatro setas, a diferencia de otras especies del género que tienen solo dos. Está distribuida desde el este de Estados Unidos hasta Brasil. Las plantas huéspedes son especies de Eupatorium y Ageratum houstonianum.

## Historia
Phillips la describió científicamente por primera vez en el año 1923.